# Ernest Beaux
Ernest Beaux   (Varsòvia, 25 de novembre de 1881 (Julià) - París, 9 de juny de 1961) va ser un perfumista francès nascut a Rússia, conegut per crear Chanel N° 5.

## Carrera
El 1898 es va incorporar a l'empresa dirigida pel seu germà gran, l'empresa Rallet (que subministrava sobretot a la Cort Imperial de Rússia), per aprendre a fabricar sabó i la professió de perfumista. Va ser un dels primers perfumistes a explotar noves molècules resultants de la síntesi química a principis del segle xx, i així es va interessar pels aldehids, que donarien personalitat i caràcter al mític Chanel Nº5 de Chanel.
El seu germà Edouard treballava per a Alphonse Rallet & Co., de Moscou, que era la principal casa de perfums russa i proveïdora de les corts Imperials. El 1898 A. Rallet i Company va ser venuda a la casa de perfums francesa Chiris de la Bocca. El 1900, va ser tècnic de laboratori a les fàbriques de sabó de Rallet. El 1902 va començar la seva formació en perfumeria a Rallet. El 1907 va obtenir un ascens a perfumista sènior i va ser elegit membre de la directiva. El 1912, Ernest va crear la fragància "Bouquet de Napoleon", amb motiu del centenari de la batalla de Moskva. una aigua de colònia floral per a Rallet, que va resultar ser un èxit comercial. Després va crear la fragància "Bouquet de Catherine" en honor a Catalina la Gran. L'any 1914 ocupà el càrrec de director tècnic de Rallet i fou membre de la junta directiva.
L'any 1917, després de la Revolució d'Octubre, Rallet va ser nacionalitzada. Georges Chiris, fill de Léon Chiris que n'era el propietari, va reaccionar i va crear amb altres accionistes francesos una nova empresa La Société française des parfums Rallet; aleshores va repatriar a França el personal, els tècnics i els perfumistes entre ells Ernest Beaux, després el 1926 Coty va adquirir l'empresa que tanmateix va continuar operant amb el nom de Rallet.

## Amb Coco Chanel

Fragància N 5 de Chanel

El 1920, amb l'ajuda del Gran Duc Dmitri Pavlovich de Rússia, amant llavors de Coco Chanel, va organitzar una reunió a Cannes on presentà els seus treballs a la senyoreta Chanel. Ella va triar el No 5 com a regal de Nadal per als seus millors clients. Quan Ernest li va preguntar com volia anomenar aquesta fragància, ella va respondre Chanel N° 5.
En paraules de Beaux «La senyoreta Chanel, que tenia una casa de moda, em va demanar uns perfums per a ella. Vaig anar a presentar-li les meves creacions, dues sèries: 1 a 5 i 20 a 24. En va triar uns quants, inclòs el que tenia el número 5 i a la pregunta « Quin nom li he de posar ?» va respondre la Chanel: «Us presento la meva col·lecció de vestits el dia 5 de maig, cinquè de l'any, així que li deixarem el dorsal que porta i aquest número 5 li portarà sort». He de reconèixer que no es va equivocar». El 1922, Ernest Beaux va crear el No 22.

## Les seves creacions
- Inconnu - A. Rallet & Co. - 1907
- Bouquet de Napoléon - A. Rallet & Co. - 1912
- Bouquet de Catherine - A. Rallet & Co. - 1913
- No 5 - Chanel - 1921
- No 22 - Chanel - 1922
- Cuir de Russie - Chanel - 1924
- Gardénia - Chanel - 1925
- Bois des îles - Chanel - 1926
- Soir de Paris - Bourjois - 1928
- Kobako - Bourjois - 1936
- Premier Muguet - Bourjois - 1955